# José María Cabral
José María Cabral, (Ingenio Nuevo, San Cristóbal, 1819 - Santo Domingo, 28 februari 1899) was een militair en president van de Dominicaanse Republiek in 1865 en 1866-1868. Hij was de zoon van Marcos Cabral en Maria Ramona de Luna.
Cabral studeerde in Engeland, maar zijn belangrijkste roeping was het leger. Hij was een van de eerste militairen van de Republiek die de rang van kolonel en later generaal kreeg.
Hij voerde het bevel in de strijd tegen de Haïtiaanse overheersing in slag bij Santome in 1855. Op het moment van de annexatie door Spanje, in 1861, was Cabral in het buitenland.
In 1861 ging hij met Fernando Sanchez Taveras de strijd aan in de gewapende expeditie tegen Pedro Santana en zijn Spaanse kolonialisme. In december 1864 versloeg hij de Spaanse annexatietroepen in La Canela ten westen van Santiago de los Caballeros.
Van 1865 tot 1878 heeft hij verschillende hoge regeringsfuncties bekleed.
- Biblioteca Nacional de España: XX5283198
- Library of Congress Control Number: no97019281
- SNAC: w6r63wk7
- Virtual International Authority File: 78380781
- WorldCat: E39PBJppxJqby3QYwv6xgRKjmd